# Popowka (Omsk)
Popowka (russisch Поповка; deutsch, inoffiziell Jost) ist eine Ortschaft im Deutschen Nationalkreis Asowo der russischen Oblast Omsk.
Das Dorf liegt gut 15 Kilometer südwestlich von Omsk nahe der südlichen Umgehungsstraße der Millionenstadt. Das Dorf hat 234 Einwohner und gehört administrativ zur Landgemeinde Sosnowskoje selskoje posselenije, deren Hauptort Sosnowka sich sechs Kilometer südlich befindet.
Im Ferienlager Druschba (Freundschaft) bei Popowka findet seit 1999 jährlich ein Festival mit russlanddeutschen Liedern und Tänzen statt.